# СТ-1
СТ-1 — проєкт радянського важкого танка періоду Німецько-радянської війни.

## Історія
Розробка танка почалася 1945 року Валентином Асікрітовичем Ганіним, що став пізніше відомим інженером-ракетником. У розробці також брав участь випускник Московського державного технічного університету ім. Баумана Часовніков.
Як шасі планувалося використовувати аналогічне від Об'єкта 701 (після доопрацювання став ІС-4), а башта була розроблена самим Ганіним. Він вважав, що існуючі важкі танки мають ряд недоліків як у башти, так і у корпуса, а для їх вирішення він запропонував цілий ряд нововведень.
У напрямку доопрацювання корпусу Ганін ставив собі мету підвищити надійність обладнання танка (адаптувати його для використання під водою), оптимізувати діаметр котків та розташування гусеничного ланцюга. Башту передбачалося максимально герметизувати (на той випадок, якщо танку знадобиться долати водну перешкоду вбрід), об'єднати головну гармату з двома кулеметами або малокаліберними гарматами, оптимізувати розташування екіпажу та збільшити боєкомплект танка за рахунок збільшення кишені в кормі башти. Додатково додати стабілізатор гармати, електро/гідро-привід повороту башти, встановити зенітний кулемет, збільшити число люків до трьох штук, а також цілий ряд істотних нововведень.

## Проєкт СТ-2
Також, було створено проєкт СТ-2, який відрізнявся установкою двох однакових гармат, що дозволяло максимально використовувати всі нововведення і без того надзвичайно швидкострільного танка СТ-1.

## СТ-1 в сувенірній та ігрової індустрії
СТ-1 представлений в MMO-грі World of Tanks як важкий танк 9-го рівня.